# Jwaneng
Jwaneng é uma cidade localizada no Distrito do Sul em Botswana que possuía uma população estimada de 18 063 habitantes em 2011. A cidade é um dos distritos urbanos do país e é governada por seu Conselho Municipal. É onde se encontra a mina de diamantes Jwaneng, considerada a mais rica do mundo em relação ao seu valor.